# Кіскей
Кіскей («по цей бік Кея») — один з номінально незалежних бантустанів, що існували в ПАР в епоху політики апартеїду. Бантустани Кіскей і Транскей були призначені для народу коса.

## Історія
У 1961 році ця територія стала окремим адміністративним регіоном. У 1972 році вона отримала самоврядування, її головою став вождь Мабандла, в 1973 році його змінив Леннокс Себе. У 1981 році бантустанах формально була надана повна незалежність (не визнана міжнародним співтовариством), і його жителі втратили південноафриканське громадянство, однак ніякого прикордонного контролю на кордоні Сіскея і ПАР введено не було. Леннокса Собі в 1990 році змістив Оупа Гцгозо, який став правити Кіскеєм як диктатор.
У 1991—1992 роках система апартеїду в ПАР піддалася демонтажу, і Африканський національний конгрес став проводити політику реінтеграції формально незалежних бантустанів до складу ПАР, однак вона наткнулася на протидію з боку їхніх лідерів.
7 вересня 1992 сили оборони Кіскея відкрили вогонь по прихильниках АНК, вимагали відставки Гцгозо. Було вбито 28 осіб.
Гцгозо відмовився взяти участь в обговоренні нової конституції ПАР, в якій не було місця апартеїду, і погрожував бойкотувати перші вибори, в яких могли б взяти участь представники всіх рас. У відповідь в березні 1994 року державні службовці Кіскея влаштували страйк, побоюючись, що в цьому випадку у них в майбутньому не буде гарантій роботи та пенсійного забезпечення. Потім збунтувалася поліція, змусивши Гцгозо 22 березня 1994 піти у відставку. Щоб забезпечити безпеку під час виборів, які мали відбутися в наступному місяці, уряд ПАР взяв територію Кіскея під свій контроль.
27 квітня 1994 Кіскей знову став частиною ПАР. В даний час землі колишнього Кіскея входять до складу Східної Капської провінції, а колишня столиця Кіскея стала столицею цієї провінції.